# ディフェンディングチャンピオン
ディフェンディングチャンピオン（defending champion）とはスポーツ等の競技会において、前回に優勝した個人や団体を指す名称。

## それぞれの競技における場合
ディフェンディングチャンピオンは競技会の優勝者として社会や報道機関から他の競技者とは別格の扱いを受けるのはもちろんであるが、競技そのものにおいても他の競技者とは異なる扱いを受ける場合がある。それらの中には名誉的なものもあれば、競技の結果に影響を与えるものまで様々である。

### モータースポーツ
- F1などのモータースポーツの場合、前年チャンピオンがカーナンバー1を付けることが多い。またこれに関連して、前年チャンピオンが引退した場合に所属チームの選手がカーナンバー0を付けた例がある。

### 野球
- 選抜高等学校野球大会ならびに全国高等学校野球選手権大会の開会式では、入場行進の際に前回大会優勝校が先頭で入場する（出場できなかった場合は主将のみ）。
- 都市対抗野球大会では2004年以後、前回大会の優勝チームは都市対抗明けの最初の公式戦から、次年度の同大会終了まで、ディフェンディング王者を意味する黒獅子旗をイメージしたワッペンをつけてプレーできる。（公式には2001年からこの制度が取り入れられたが、幾度かの紆余曲折があり、実質は2004年からである）
  - 同、1996年までディフェンディング王者は自動的に次年度の同大会出場権（推薦枠　かつ、開幕戦出場権も）が与えられていたが、1997年以後一度廃止。2006年-2010年はこの代替として、ディフェンディング王者の属している地域の出場枠を通常より1つ増枠する特典があった。2011年からディフェンディング王者の次年度推薦枠での出場権が復活した。

### サッカー
- イタリアサッカー・セリエAでは前シーズン優勝クラブのユニフォームに「スクデット」を付けて試合をする。
- FIFAワールドカップでは、2002年大会までは開催国に加えて前回優勝国も予選が免除されていた（なお、1974年から2002年までは前回優勝国が開幕戦の試合の出場権を得ていたが、現在は開催国のチームが開幕戦を担当）。2006年大会からは開催国のみ予選免除。
- ナショナルチームやクラブチームや関係なく、FIFA主催の国際大会で優勝したクラブおよびチームには、次回の大会までの間「チャンピオンパッチ」をユニフォームにつけることを許される。チャンピオンパッチは金色で、各大会のトロフィーのデザインと「FIFA WORLD CHAMPIONS」、そして開催年が刻まれている。

### バレーボール
- バレーボール世界選手権では、開催国に加えて前回優勝国も予選が免除されている。

### 競馬
- 1980年まで、中央競馬のGIレースである天皇賞で優勝した競走馬は再度の天皇賞への出走が認められない「勝ち抜け制度」があった。

### ゴルフ
- マスターズ・トーナメントでは、前夜のチャンピオンズ・ディナー（歴代優勝者を招待する晩餐会）で前年チャンピオンに食事メニューを決める権利が与えられる。

### テニス
- ウィンブルドン選手権ではセンターコートの開幕戦はディフェンディングチャンピオンが行う。ディフェンディングチャンピオンが欠場の場合は、前年準優勝者が行う。

### 陸上競技
- 全日本実業団対抗駅伝競走大会（ニューイヤー駅伝）及び全日本実業団対抗女子駅伝競走大会（クイーンズ駅伝）では、前回優勝チームはゴールドゼッケンを着用して出場する。
- 全日本大学駅伝及び全日本大学女子駅伝対校選手権大会では、前回優勝チームはゼッケン番号「1」を着用する。

### 柔道
- オリンピック優勝者はゴールドゼッケンを、世界柔道選手権優勝者は赤ゼッケンをそれぞれ次回大会まで着用して公式戦に出場する。